# حارة القدس (صنعاء)
حارة القدس هي إحدى حارات حي معين بمديرية معين إحد مديريات العاصمة اليمنية صنعاء، بلغ تعداد سكانها 705 نسمة حسب تعداد اليمن لعام 2004.